# Deuil-la-Barre
Deuil-la-Barre är en kommun i departementet Val-d'Oise i regionen Île-de-France i norra Frankrike. Kommunen ligger i kantonen Enghien-les-Bains som tillhör arrondissementet Sarcelles. År 2022 hade Deuil-la-Barre 22 903 invånare.
Kommunen är en av de nordliga förstäderna till Paris och ligger 13,7 km från Paris centrum.

## Befolkningsutveckling
Antalet invånare i kommunen Deuil-la-Barre
| Referens: INSEE |